# Tracksuit

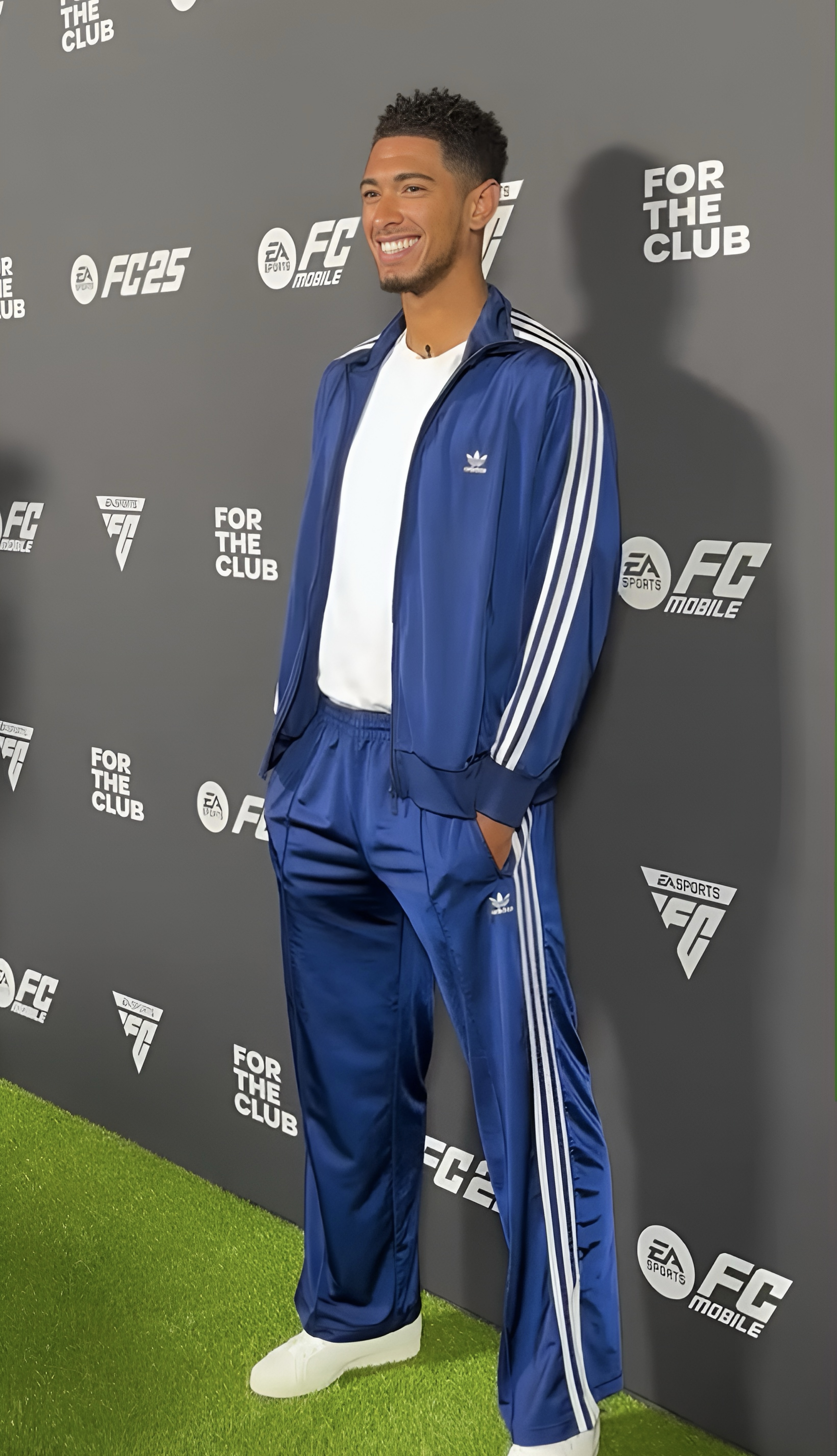
Cầu thủ bóng đá người Anh Jude Bellingham mặc bộ đồ thể thao tại sự kiện EA Sports năm 2024

Tracksuit hay đồ bộ thể thao là một loại đồ bộ gồm hai phần: áo khoác dạng khóa kéo và quần dài. Ban đầu được sử dụng trong thể thao cho các vận động viên mặc trước và sau khi thi đấu, loại trang phục này hiện đã được phổ biến rộng rãi và sử dụng trong nhiều hoàn cảnh khác nhau. Tracksuit là một trong những ứng dụng đầu tiên của sợi vải tổng hợp trong đồ thể thao.
Đồ bộ tracksuit thường được may thêm lớp lưới bên trong để có thể mặc mà không cần đồ lót. Nhiều người sử dụng tracksuit để tập thể dục.
Một biến tấu khác của tracksuit là shell suit (tạm dịch: đồ bộ vỏ sò) xuất hiện vào cuối những năm 1980 và nhanh chóng thịnh hành, trở thành một biểu tượng văn hóa trong giai đoạn này, cùng với hip hop và breakdance. Shell suit đặc trưng với những gam màu sắc sặc sỡ và lớp vải bóng do được làm từ sợi tổng hợp cellulose triacetate và polyester.

## Tên gọi khác

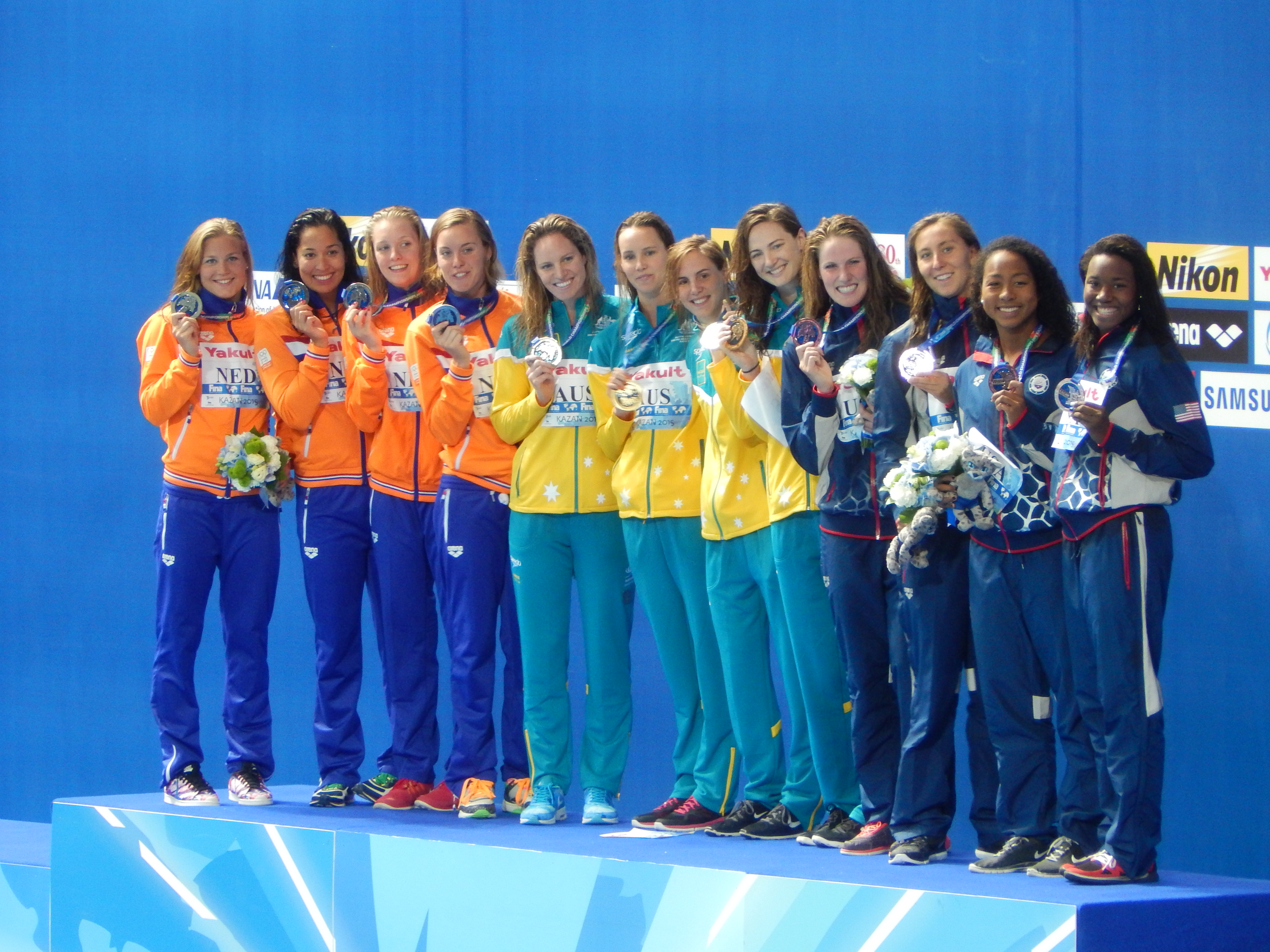
Các vận động viên mặc tracksuit

Loại trang phục này còn được gọi là "quần áo khởi động" (warm-up suit) vì mục đích là để giữ ấm cho cơ thể vận động viên trước cuộc thi và trong khi nghỉ giải lao, nhất là trong môi trường lạnh. Phần quần của tracksuit được gọi là quần giữ ấm hay quần bo gấu (sweatpants).